# Galáxia 0402+379
A Galáxia 0402+379 é uma galáxia elíptica e radiogaláxia na direção da constelação de Perseus.
Esta galáxia possui uma sistema de dois buracos negros supermassivos cuja separação é de 24 anos-luz, a mínima diretamente observada para este tipo de binárias. A massa total do sistema se estima em ~1.5 × 108 massas solares. Assumindo uma massa igual para ambos, seu período orbital é de 150.000 anos. Se pensa que estes buracos negros eram os núcleos de duas distintas galáxias que colidiram, deixando os buracos negros em órbita entre si.
Quando a radiação gravitacional do sistema não é suficiente para que a órbita não diminua e ambos os buracos negros não colidam em um futuro próximo, o descobrimento deste tipo de sistema tem importantes aplicações para poder encontrar fontes detectáveis de ondas gravitacionais.